# Janos Agocsi
Janos Agocsi (Hongria, 1961) és un guitarrista i cantant d'origen hongarès; conegut per composicions per a la televisió (per ex., Mr. Bean)

## Biografia
Després d'estudiar guitarra al Conservatori Zoltán Kodály, es va graduar a l'Acadèmia de Música Ferenc Liszt amb una llicenciatura en guitarra clàssica. Janos va ensenyar guitarra a Hongria a diverses escoles de música i més tard a Munic. Va ser professor a la Universitat d'Augsburg a Alemanya, on molts dels seus estudiants es van convertir en músics professionals. Al mateix temps, Janos tocava la guitarra clàssica en concerts i component per a la seva banda de jazz, "Eos".
Cercant avançar en la seva carrera, Janos es va traslladar a Londres per seguir la seva carrera com a compositor, productor i tutor privat de guitarra. Va tocar amb diverses bandes d'arreu d'Europa i, mentre vivia a San Francisco, va fer nombrosos concerts de música clàssica. A part d'ensenyar al North London Conservatoire, i de manera privada, Janos compon música per a pel·lícules i organitza música per a conjunt de guitarra.
Però els seus interessos no es limiten solament a la música clàssica, ha estat interpretant les seves pròpies composicions en col·laboració amb diversos músics. Aquestes peces van des de la música clàssica passant pel jazz fins a la música del món.